# Glénat (wydawnictwo)
Glénat – francuskie wydawnictwo komiksowe z siedzibą w Grenoble, założone przez Jacques’a Glénat w 1972, stowarzyszone z wydawnictwami Vents d’Ouest i Zenda, obecne także na rynku hiszpańskim i kanadyjskim. Publikuje zarówno komiksowe nowości francuskie (np. Titeuf, Przebiegłe dochodzenie Ottona i Watsona, Trzeci Testament, Tajemnica Trójkąta, Pewnego razu we Francji), jak i mangi (np. Akira).